# Islas Vírgenes de los Estados Unidos en los Juegos Olímpicos de la Juventud 2018
Islas Vírgenes de los Estados Unidos participó en los Juegos Olímpicos de la Juventud 2018 en Buenos Aires, Argentina, del 6 al 18 de octubre de 2018. Su delegación estuvo conformada por cuatro atletas en tres disciplinas. No obtuvo medallas en las justas.

## Medallero
| Presea        | Medalla de oro | Medalla de plata | Medalla de bronce | Total |
| ------------- | -------------- | ---------------- | ----------------- | ----- |
| TOTAL OFICIAL | 0              | 0                | 0                 | 0     |

## Disciplinas

### Atletismo
Islas Vírgenes de los Estados Unidos clasificó a una atleta en esta disciplina.
- Eventos femeninos - Mikaela Smith

### Natación
Islas Vírgenes de los Estados Unidos clasificó a dos atletas en esta disciplina.
- Eventos masculinos - Ky Odlum
- Eventos femeninos - Natalia Kuipers

### Triatlón
Islas Vírgenes de los Estados Unidos clasificó a un atleta en esta disciplina.
- Individual masculino - Dominic Pugliese